# (200391) 2000 RU18
(200391) 2000 RU18 es un asteroide perteneciente al cinturón de asteroides descubierto el 1 de septiembre de 2000 por el equipo del Lincoln Near-Earth Asteroid Research desde el Laboratorio Lincoln, Socorro, Nuevo México, Estados Unidos.

## Designación y nombre
Designado provisionalmente como 2000 RU18.

## Características orbitales
2000 RU18 está situado a una distancia media del Sol de 2,386 ua, pudiendo alejarse hasta 2,941 ua y acercarse hasta 1,832 ua. Su excentricidad es 0,232 y la inclinación orbital 7,523 grados. Emplea 1347,01 días en completar una órbita alrededor del Sol.

## Características físicas
La magnitud absoluta de 2000 RU18 es 16. Tiene 1,939 km de diámetro y su albedo se estima en 0,296. 